# Periclimenes paraparvus
Periclimenes paraparvus är en kräftdjursart som beskrevs av Bruce 1969. Periclimenes paraparvus ingår i släktet Periclimenes och familjen Palaemonidae. Inga underarter finns listade i Catalogue of Life.